# Wenupteryx
Wenupteryx is een geslacht van uitgestorven pterosauriërs, behorend tot de Pterodactyloidea, dat leefde tijdens het Laat-Jura in het gebied van het huidige Argentinië.

## Vondst en naamgeving
In 1987 werd de vondst gemeld van een pterosauriërskelet opgegraven in de El Ministerio-vindplaats in de provincie Neuquén. In 2006 werd dit specimen door Laura Codorniú, Zulma Gasparini en Ariana Paulina-Carabajal beschreven maar vooralsnog niet benoemd.
In 2013 benoemden Codorniú en Gasparini de vondst alsnog als de typesoort Wenupteryx uzi. De geslachtsnaam combineert het Mapuche woord voor 'hemel', wenu, met het Oudgriekse πτέρυξ, pteryx, 'vleugel'. De soortaanduiding uzi betekent 'snel' in het Mapuche en verwijst meteen naar de Universidad de Zapala.
Het holotype  MOZ-PV 3625 is gevonden in een laag van de Los Catutos-afzettingen, deel van de Vaca Muerta-formatie die dateert uit het middelste Tithonien. Het bestaat uit een gedeeltelijk skelet zonder schedel. Het omvat enkele halswervels en ruggenwervels, enkele borstribben, de volledige schoudergordel, het linkerbekken, de bovenarm en onderarm van de rechtervleugel, het vierde middenhandsbeen van de rechtervleugel, de linkervleugel op het vierde kootje van de vleugelvinger na en beide achterpoten met uitzondering van het rechteronderbeen. Wat het postcraniaal skelet betreft, is het het meest volledige exemplaar van een pterosauriër dat ooit op het zuidelijk halfrond is gevonden. Het betreft een jongvolwassen dier. De botten zijn niet platgedrukt en van vrij goede kwaliteit maar lagen niet in verband, uit elkaar gespoeld op een oppervlakte van dertig centimeter in het vierkant. Het specimen maakt deel uit van de collectie van het Museo de la Direccion Provincial de Mineria, "Prof. Dr. Juan Olsacher", Zapala, Neuquen. Na 2006 werd het opnieuw geprepareerd waarbij nog een linkerpteroïde en een rechterprepubis werden geïdentificeerd. Van een rechterscheenbeen werd nu begrepen dat het een tweede kootje van de vleugelvinger betreft.
Specimen MOZ-PV 2280 is aan de soort toegewezen. Het gaat om een ellepijp uit dezelfde vindplaats die in 1987 nog als een scheenbeen was geïdentificeerd.

## Beschrijving
Wenupteryx is een vrij kleine pterosauriër met een spanwijdte van 1,1 meter.
De beschrijvers wisten twee onderscheidende kenmerken vast te stellen. De condyle van de middelste halswervels is achteraan bol aan zijn bovenrand en onderrand met een uitholling in het midden. De prepubis steekt asymmetrisch uit in dat de buitenste helft rechthoekig is terwijl de binnenste helft de gebruikelijke waaiervorm bezit.
De halswervels zijn procoel, hol van voren. Het achterste uitsteeksel van het wervellichaam is weliswaar bol maar heeft een 'kuiltje' zodat het in zijaanzicht hol lijkt. Dit is verder alleen aangetroffen bij sommige Eucrocodylia. Het opperarmbeen heeft een vrij hoge en spitse deltopectorale kam.
Het pteroïde dat het antebrachium, de flap tussen vleugel en hals, ondersteunt, heeft een lengte van eenendertig millimeter.

## Fylogenie
In 2006 werd het specimen aan de Archaeopterodactyloidea toegeschreven, gezien de lage wervelboog en doornuitsteeksel van de verlengde middelste halswervels, lange nek en middenhand. In 2013 werd het verder mogelijk geacht dat Wenupteryx tot de Euctenochasmatia behoorde of daar althans nauw aan verwant was.